# ویکی‌پدیای کردی کرمانجی
ویکی‌پدیای کردی کرمانجی (به کردی: Wîkîpediyaya kurdî) یکی از نسخه‌های ویکی‌پدیا به زبان کردی شمالی (کرمانجی) است که در تاریخ ۱۵ سپتامبر ۲۰۱۱، با بیش از ۱۶٬۵۰۰ مقاله، ۲۷٬۴۰۵ کاربر، ۶۹ کاربر فعال، ۳ مدیر و ۶۷۸ پرونده بوده‌است.
این دانشنامه در ۲۸ مهٔ ۲۰۱۶ با بیش از ۲۲٬۰۰۰ مقاله، در رتبهٔ صدوچهارم ویکی‌پدیاها قرار داشت.
ویکی‌پدیای کردی کرمانجی، هم‌اکنون ۲۵ مارس ۲۰۲۵ میلادی، ۷۹٬۴۶۱ کاربرِ ثبت‌نام‌کرده، ۳ مدیر، و ۹۰٬۲۸۴ مقاله دارد.